# Патрік Пруазі
Патрік Пруазі (фр. Patrick Proisy; нар. 10 вересня 1949) — колишній французький тенісист.
Найвищу одиночну позицію світового рейтингу — 16 місце досяг 23 жовтня 1972 року.
Здобув 2 одиночні титули.
Найвищим досягненням на турнірах Великого шолома був фінал в одиночному розряді.
Завершив кар'єру 1981 року.

## Фінали турнірів Великого шолома

### Одиночний розряд (1 поразка)
| Результат | Рік  | Турнір                      | Суперник      | Рахунок            |
| --------- | ---- | --------------------------- | ------------- | ------------------ |
| Поразка   | 1972 | Відкритий чемпіонат Франції | Андрес Хімено | 6–4, 3–6, 1–6, 1–6 |

## Часова шкала результатів на турнірах Великого шлему
| W | Ф | ПФ | ЧФ | #Р | КТ | К# | DNQ | A | NH |

### Одиночний розряд
| Турнір                                 | 1968  | 1969  | 1970  | 1971  | 1972  | 1973  | 1974  | 1975  | 1976  | 1977  | 1977  | 1978  | 1979  | 1980  | 1981  | SR     |
| -------------------------------------- | ----- | ----- | ----- | ----- | ----- | ----- | ----- | ----- | ----- | ----- | ----- | ----- | ----- | ----- | ----- | ------ |
| Відкритий чемпіонат Австралії з тенісу |       |       |       |       | 2р    | ПФ    |       |       |       |       |       |       |       |       |       | 0 / 2  |
| Відкритий чемпіонат Франції з тенісу   | 2р    | 1р    | 1р    | ЧФ    | Ф     | 1р    | 3р    | 3р    |       | 2р    | 2р    | 2р    | 1р    | 1р    | 2р    | 0 / 13 |
| Вімблдонський турнір                   | К1р   | К2р   | 1р    | 2р    | 2р    |       | 2р    | 1р    | 1р    |       |       |       |       |       |       | 0 / 6  |
| Відкритий чемпіонат США з тенісу       |       | 1р    |       | 1р    | 3р    | 1р    |       | 1р    | 1р    | 2р    | 2р    |       |       |       |       | 0 / 7  |
| Strike rate                            | 0 / 1 | 0 / 2 | 0 / 2 | 0 / 3 | 0 / 4 | 0 / 3 | 0 / 2 | 0 / 3 | 0 / 2 | 0 / 2 | 0 / 2 | 0 / 1 | 0 / 1 | 0 / 1 | 0 / 1 | 0 / 28 |

Нотатка: 1977 року Відкритий чемпіонат Австралії відбувся двічі: в січні та грудні.

## Фінали за кар'єру

### Одиночний розряд: 5 (2–3)
| Легенда (Титули)       |
| Великий шлем (0)       |
| Tennis Masters Cup (0) |
| Серія Мастерс ATP (0)  |
| Тур ATP (2)            |

| Результат | В-П | Дата     | Турнір                                        | Покриття | Суперник          | Рахунок                  |
| --------- | --- | -------- | --------------------------------------------- | -------- | ----------------- | ------------------------ |
| Поразка   | 0–1 | Чер 1972 | Париж, Франція                                | Ґрунт    | Андрес Хімено     | 6–4, 3–6, 1–6, 1–6       |
| Перемога  | 1–1 | Гру 1972 | Перт, Австралія                               | Трава    | Ванаро Н'Годрелла | 7–6, 6–4, 6–3            |
| Перемога  | 2–1 | Лип 1977 | Гілверсум, Нідерланди                         | Ґрунт    | Літо Альварес     | 6–2, 6–0, 6–2            |
| Поразка   | 2–2 | Тра 1975 | British Hard Court Championships 1975, Англія | Ґрунт    | Мануель Орантес   | 3–6, 6–4, 2–6, 5–7       |
| Поразка   | 2–3 | Тра 1976 | Флоренція, Італія                             | Ґрунт    | Паоло Бертолуччі  | 7–6, 6–2, 3–6, 2–6, 8–10 |